# 麻園 (新竹縣)
麻園，原寫為蔴園，是台灣新竹縣竹北市的一個傳統地域名稱，位於該市中部偏西北。相較於今日行政區，其範圍大致與麻園里相近。

## 歷史
台灣清治末期至日治前期，麻園地區為一街庄，稱為「蔴園庄」，隸屬於竹北一堡。該庄北隔鳳山溪與貓兒錠庄、大眉庄為界，東與溝貝庄為鄰，南邊為馬麟厝庄、溪州庄，西邊為白地粉庄。
1901年（日治明治三十四年）11月，全台廢縣廳改設二十廳，該庄隸屬於新竹廳。1909年（明治四十二年）10月，合併二十廳為十二廳，該庄隸屬不變。1920年（大正九年），廢十二廳改設五州二廳，該庄改制並雅化為「麻園」大字，隸屬於新竹州新竹郡舊港庄。1941年（昭和十六年），舊港庄與六家庄合併成立竹北庄，本地區改隸之。
戰後竹北庄改制為竹北鄉，隸屬於新竹縣，大字亦改制為村。1950年桃、竹、苗分治，本地區隸屬不變。1988年，竹北鄉升格為竹北市，村亦改制為里。

## 聚落
本地區發展較早的聚落有蔴園（麻園）、北勢仔等。

## 交通
鄉道竹54線（白地街、長園一街）是舊港至新社的道路，大致以西北—東南走向轉南南西—北北東走向再轉西南—東北走向蜿蜒經過麻園地區西南部及東南部，向西北可前往新港、新庄子西部並止於鄉道竹73線路口，向東北轉東南可前往溝貝、新社並止於縣道118號路口。
鄉道竹54-1線是麻園至下溪洲的道路，其北側端點位於本地區南部邊界處竹54線路口。由此向南可前往下溪州，過豆仔埔溪新寮橋後轉向東並止於縣市交界處，續行可止於新竹市溪州路。

## 學校
- 麻園國小